# Ištub-Išar
Ištub-Išar je bil kralj (lugal) Drugega marijskega kraljestva, ki je vladal okoli leta 2400 pr. n. št.
Kraljevo ime se tradicionalno bere Ištup-šar, pri čemer je šar ustaljen božanski element osebnih imen tistega časa in tistega dela Mezopotamije. Kraljevo ime se ne glede na to bere Ištub-Išar, pri čemer je Išar ime pomembne  boginje pravičnosti, ki so jo častili v Mariju in Ebli.
V pismu kasnejšega marijskega kralja Enna-Dagana je zapis, da je Išar osvojil in uničil eblaitski mesti Lalanium in Emar.